# Số gần hoàn thiện dư
Trong toán học một số gần hoàn thiện dư n là số mà tổng các ước số của nó bằng 2n + 1. Cho đến nay vẫn chưa có số gần hoàn thiện dư nào được tìm ra.
Người ta ước lượng nếu có số này thì nó phải là số chính phương lẻ lớn hơn 1035 và phải phân tích ra thành ít nhất 7 thừa số nguyên tố riêng biệt.